# 아영중학교
아영중학교(阿英中學校)는 대한민국 전북특별자치도 남원시 아영면 청계리에 있는 공립 중학교이다.

## 학교 연혁
- 1971년 4월 10일 : 아영중학교 설립 인가
- 1971년 12월 21일 : 아영중학교 6학급 인가
- 1972년 3월 1일 : 초대 서용태 교장 취임
- 1972년 3월 9일 : 아영중학교 개교(신입생 109명)
- 1975년 1월 16일 : 제1회 졸업 (86명 배출)
- 2000년 3월 1일 : 3학급 편성
- 2024년 1월 5일 : 제50회 졸업식(졸업생 19명)
- 2024년 3월 1일 : 제19대 장경남 교장 취임
- 2024년 3월 4일 : 제53회 입학식(1학급 11명)

## 참고 자료
- 아영중학교 - 한국교육학술정보원 학교알리미